# Bonnie Bianco
Lory Lynn „Bonnie“ Bianco (* 19. August 1963 in Greensburg, Pennsylvania) ist eine US-amerikanische Sängerin, Songwriterin und Schauspielerin.

## Leben und Werk
Bianco machte ihre ersten Erfahrungen im Showgeschäft gemeinsam mit ihrer Schwester Holly Ann Bianco als „Bianca Sisters“ und startete im Anschluss eine Solokarriere. Anfang der 1980er Jahre wurde sie von den Produzenten Guido & Maurizio De Angelis (auch bekannt als Oliver Onions) in Hollywood entdeckt und mit nach Italien genommen. Von dort aus sollte Biancos internationale Karriere anvisiert werden. Zum Leidwesen Biancos bestanden die Produzenten auf eine Namensänderung in Bonnie Bianco.
Ihr selbstbetiteltes Debütalbum erschien 1983 in Italien und Deutschland. Im selben Jahr bot man Bianco die weibliche Hauptrolle in dem TV-Mehrteiler Cenerentola ’80 (Cinderella ’80 in der DDR, Cinderella ’87 in der Bundesrepublik Deutschland) an, der 1984 in Italien erstmals ausgestrahlt wurde. Der dazugehörige Soundtrack sorgte für den langerwarteten Durchbruch in Italien. Das Nachfolgealbum Un Americana a Roma konnte neben englischsprachigen Liedern auch einige italienische Stücke vorweisen. Bianco präsentierte die meisten Songs in der sehr populären Cabaret-Show Al paradise, in der sie Stammgast war. Im Jahr 1985 bekam sie die weibliche Hauptrolle in einem weiteren TV-Mehrteiler, (Molly ’O).
Der Vertrag mit den De-Angelis-Brüdern lief nach 1985 aus und Bianco machte sich auf die Suche nach einem neuen Team. Ihr persönlicher Manager, Sam Gino, konnte 1986 über Christian de Walden (produzierte u. a. auch Thomas Anders und Brigitte Nielsen) das deutsche Hit-Schreiber-Team Gunther Mende und Candy de Rouge gewinnen, die zwei Songs für Biancos nächstes Album beisteuerten (u. a. Miss You So).
1987 wurde Cinderella ’80 im westdeutschen TV ausgestrahlt und löste einen regelrechten „Bonnie-Bianco-Hype“ aus. Sowohl der Soundtrack als auch die Single Stay, ein Duett mit Pierre Cosso, stürmten innerhalb kurzer Zeit an die Spitze der westdeutschen Charts und hielten sich dort wochenlang, erreichte aber auch vordere Plätze in Österreich und der Schweiz. Bianco, die von dem völlig überraschenden Erfolg mit Cinderella nichts ahnte, erhielt im Handumdrehen einen Plattenvertrag mit Metronome (später Universal, heute Vivendi). Das Album Just Me (bei dem Bianco auch erstmals in den Songwritercredits auftauchte) wurde im Mai 1987 veröffentlicht. Mit der Single Miss You So landete sie erneut in den Top 10 in Westdeutschland und Österreich sowie in den Schweizer Top 20. Gleichzeitig veröffentlichte die alte Plattenfirma Teldec das „überholte“ Song-Material aus den Italien-Jahren. Die Single My First Love schaffte es immerhin noch bis auf Platz 52 in Westdeutschland. Zu diesem Zeitpunkt hatte Bianco drei Singles in den Top-100-Charts.
Rechtsstreitigkeiten mit Christian de Walden und Metronome führten Ende 1987 zu Verwirrungen. In einigen Berichten wurde erwähnt, dass Bianco nur noch als Lory Scott in Erscheinung treten würde. Die Differenzen wurden vor Gericht beigelegt. Bei der deutschen WEA wurde Bianco unter Vertrag genommen. Sie wollte zu ihrem richtigen Namen zurückkehren und veröffentlichte das Folgealbum True Love, Lory als Anspielung auf ihren echten Namen. WEA war es zu riskant, sofort mit dem Namen Lory Bianco auf den europäischen Markt zu gehen. Das Hin und Her mit Biancos Namen verursachte einen Karriereknick, das Album konnte nicht an den Erfolg der beiden Vorgänger anknüpfen und verfehlte die westdeutschen Top 40. Die Hit-Single A Cry in the Night (geschrieben von Dieter Bohlen und auf der Erstpressung des Albums nicht enthalten) wurde im Mai 1989 unter dem Namen Lory „Bonnie“ Bianco veröffentlicht. Das Lied war der Titelsong zur Derrick-Folge Schrei in der Nacht und erreichte Platz 41 der deutschen Single-Charts. In Österreich stieg die Single auf Platz 1 der Charts.
Bei dem 1990 veröffentlichten Album Lonely Is the Night und den dazugehörigen Singles Heartbreaker (geschrieben von Klarmann/Weber), Lonely Is the Night sowie Talking Eyes, hatten sich die Dinge dann geklärt und alles wurde unter dem Namen Lory Bianco veröffentlicht. Ihrer Karriere konnte das aber nicht mehr helfen und Lonely Is the Night floppte. Das Album enthielt u. a. eine Coverversion des Elton-John-Klassikers Sorry Seems to Be the Hardest Word und den Song Unison, der gleichzeitig von Celine Dion auf deren gleichnamigen Album veröffentlicht wurde.
In den 1990er Jahren gab es lediglich Veröffentlichungen, die aus alten Songs bestanden. Im Jahre 1997 nahm Bianco jedoch Send a Sign to My Heart, ein Duett mit Chris Norman auf, das allerdings nicht wie geplant als Single veröffentlicht wurde, sondern nur auf einem Album von Norman erschien. Bianco gründete Ende der 90er Jahre ihr eigenes Label Power Records und veröffentlichte dort 2001 das erste selbst geschriebene und produzierte Album On My Own, But Never Alone….
Am 7. Dezember 2007 erschien unter dem alten Namen Bonnie Bianco eine Doppel-CD mit den größten Erfolgen, einem bisher unveröffentlichten Titel, bisher unveröffentlichten Remixen und spanisch gesungenen Songs bei EDEL Music.
Im Oktober 2012 erschien die selbst verlegte CD Jesus Paid it All mit christlicher Musik.

## Diskografie

### Alben
- 1983: Bonnie Bianco (1987 als Rhapsody neu veröffentlicht)
- 1984: Cenerentola ’80 (1987 als Cinderella ’87 neu veröffentlicht)
- 1984: Al Paradise (EP) (nur in Italien)
- 1985: Un’ Americana a Roma
- 1986: Molly ’O (mit Steve March)
- 1987: Stay
- 1987: Just Me
- 1988: True Love, Lory
- 1988: Too Young
- 1989: True Love (Re-Release inkl. „A cry in the night“)
- 1990: Lonely Is the Night (als Lory Bianco)
- 1994: Merry Christmas (als Lory Bianco)
- 2001: On My Own … But Never Alone (als Lory Bianco)
- 2012: Hymns: Jesus Paid It All (als Lory Bianco)

### Kompilationen
- 1988: Best of Bonnie Bianco
- 1992: Stay – The Very Best of Bonnie Bianco
- 1993: You Are the One (als Lory „Bonnie“ Bianco)
- 2007: Miss You So
- 2007: Best Of (2 CDs)
- 2017: My Star
- 2019: My Star 2.0

### Singles und EPs
- 1980: Teenager in Love (nur in den USA)
- 1983: Six Ways
- 1984: Al paradise (nur in Italien)
- 1984: Stay (mit Pierre Cosso, nur in Italien, 1987 in Deutschland)
- 1985: Sky  (nur in Italien)
- 1987: My First Love (Coverversion eines Liedes von Gitte Hænning)[5]
- 1987: Miss You So
- 1987: The Heart Is a Lonely Hunter
- 1987: Bonnie Bianco (EP, Amiga/DDR)
- 1988: When the Price Is Your Love
- 1989: Straight from Your Heart
- 1989: A Cry in the Night (als Lory „Bonnie“ Bianco)
- 1989: Hold On (nur in Österreich)
- 1990: Heartbreaker (als Lory Bianco)
- 1990: Lonely Is the Night (als Lory Bianco)
- 1992: Talking Eyes (als Lory Bianco)
- 1993: Stay (The 1993 Remix) (mit Pierre Cosso)
- 2001: I Feel the Rhythm (Promo only – als Lory Bianco)

## Filmografie
- 1983: Al paradise (Fernsehserie)
- 1984: Cinderella ’80 (Cenerentola ’80)
- 1986: Molly ’O